# Déjà vu (film)
Déjà vu este un film românesc din 2013 regizat de Dan Chișu. Rolurile principale au fost interpretate de actorii Ioana Flora, Mirela Oprișor, Dan Chișu.

## Distribuție
Distribuția filmului este alcătuită din:
- Andrei Gheorghe — hoțul
- Mirela Oprișor — Valeria
- Tudor Smoleanu — Vasile
- Gabriel Sandu — băiatul de la benzinărie
- Ioana Flora — Tania
- Dan Chișu — Mihai
- Anca Alecsandru — mama lui Mihai